# Creu del Camí de Sant Bonifaci II
La Creu del Camí de Sant Bonifaci II és una obra de Vinaixa (Garrigues) inclosa a l'Inventari del Patrimoni Arquitectònic de Catalunya.

## Descripció
És una creu que assenyala el camí cap a l'ermita. Està composta per una gran peana de pedra circular, una pedra de rodet amb coronament cònic ornamentat amb còdols. La peana està unida al fust mitjançant formigó. Aquest és circular i també de pedra. Com a remat trobem la creu, feta de ferro forjat. És molt estlitzada, el braç vertical és molt allargat. Els extrems dels braços acaben amb expansions més amples. Al centre del creuer hi ha un cercle també de ferro com a motiu decoratiu.